# 파랑어치
파랑어치(학명: Cyanocitta cristata) 또는 블루 제이(영어: blue jay)는 북아메리카에 서식하는 까마귀과의 철새이다. 미국 중동부 대부분의 지역에서 서식하며, 서부 개체들은 이주를 할 수 있다.
영어명인 블루 제이는 시끄럽고 수다스러운 본성 때문에 지어졌다. 영어권에서는 종종 "제이버드"(jaybird)라고도 부른다.

## 개요
파랑어치는 부리에서 꼬리까지 22~30 세티미터(9~12인치), 무게는 70~100 그램(2.5~3.5 oz), 날개 길이는 34~43 세티미터(13~17인치)에 이른다.

## 아종
- Cyanocitta cristata bromia
- Cyanocitta cristata cristata
- Cyanocitta cristata cyanotephra
- Cyanocitta cristata semplei